# 新聞製作技術展
新聞製作技術展（しんぶんせいさくぎじゅつてん、JANPS - Japan Newspaper Production Show）は、新聞の製作技術に関する展示会。日本新聞協会主催、日本新聞製作技術懇話会（CONPT-JAPAN）協賛で、新聞製作業界最大の技術展である。入場無料。1972年（昭和47年）に第1回が開催され、翌1973年に第2回、以後2009年の第20回まで隔年秋に開催されていたが、第21回は3年後の2012年に開催、その後2018年の第23回まで、3年ごとの開催となっている。
会場は「東京ビッグサイト（東京国際展示場）」（東京都江東区有明三丁目）。過去には「東京国際見本市会場」などで開かれていた。
内容は、新聞業界の各種“プロ仕様”最新機材・最先端技術の展示。新聞印刷用輪転機や発送用機材などハードウェア中心のものから、新聞編集用の組版システム、データベース、DTP用フォント・新聞用書体などソフトウェア中心のもの、また、ニュース写真の画像処理や新聞広告に関するものまで、大小さまざま幅広い。
出展社は、日本新聞製作技術懇話会加盟の新聞製作関連メーカーが中心となっているが、2003年の第17回からは同会加盟社以外のメーカーも参加できるようになり、2009年の第20回からは新聞社も出展するようになった。
特徴として、参加各社が自社技術や新製品を会場にて初披露することが多い。このため、新聞業界はもとより、新聞読者など一般人にとって、普段は見られない“新聞づくり全工程”を技術面から楽しむ“社会見学”の場となっている。また、全国紙のように在京拠点のない地方紙社員にとって、貴重な技術確認・交流の場となっている。
2018年（平成30年）の第23回は、11月28日から3日間の日程で、「今だからこそ正確な情報を ─ 読者に届けるテクノロジー」を統一テーマとして約50社が参加した。